# Sainte-Juliette
Sainte-Juliette est une commune française située dans le nord du département de Tarn-et-Garonne, en région Occitanie. Sur le plan historique et culturel, la commune est dans le Quercy Blanc, correspondant à la partie méridionale du Quercy, devant son nom à ses calcaires lacustres du Tertiaire.
Exposée à un climat océanique altéré, elle est drainée par la Petite Barguelonne, le ruisseau de Tartuguié et par divers autres petits cours d'eau. La commune possède un patrimoine naturel remarquable composé de trois zones naturelles d'intérêt écologique, faunistique et floristique.
Sainte-Juliette est une commune rurale qui compte 126 habitants en 2022, après avoir connu un pic de population de 445 habitants en 1806.  Ses habitants sont appelés les Juliettiens ou  Juliettiennes.

## Géographie

### Localisation
Commune située dans le Quercy et plus précisément en Quercy blanc, près du confluent entre le Tartuguié et de la Barguelonne.

### Communes limitrophes
La commune est limitrophe du département du Lot.
Les communes limitrophes sont  Bouloc-en-Quercy, Lauzerte, Montcuq-en-Quercy-Blanc, Montlauzun et Tréjouls.
|                  | Montcuq-en-Quercy-Blanc (Lot) |                  |
| Bouloc-en-Quercy | Sainte-Juliette               | Montlauzun (Lot) |
|                  | Lauzerte                      | Tréjouls         |

### Hydrographie

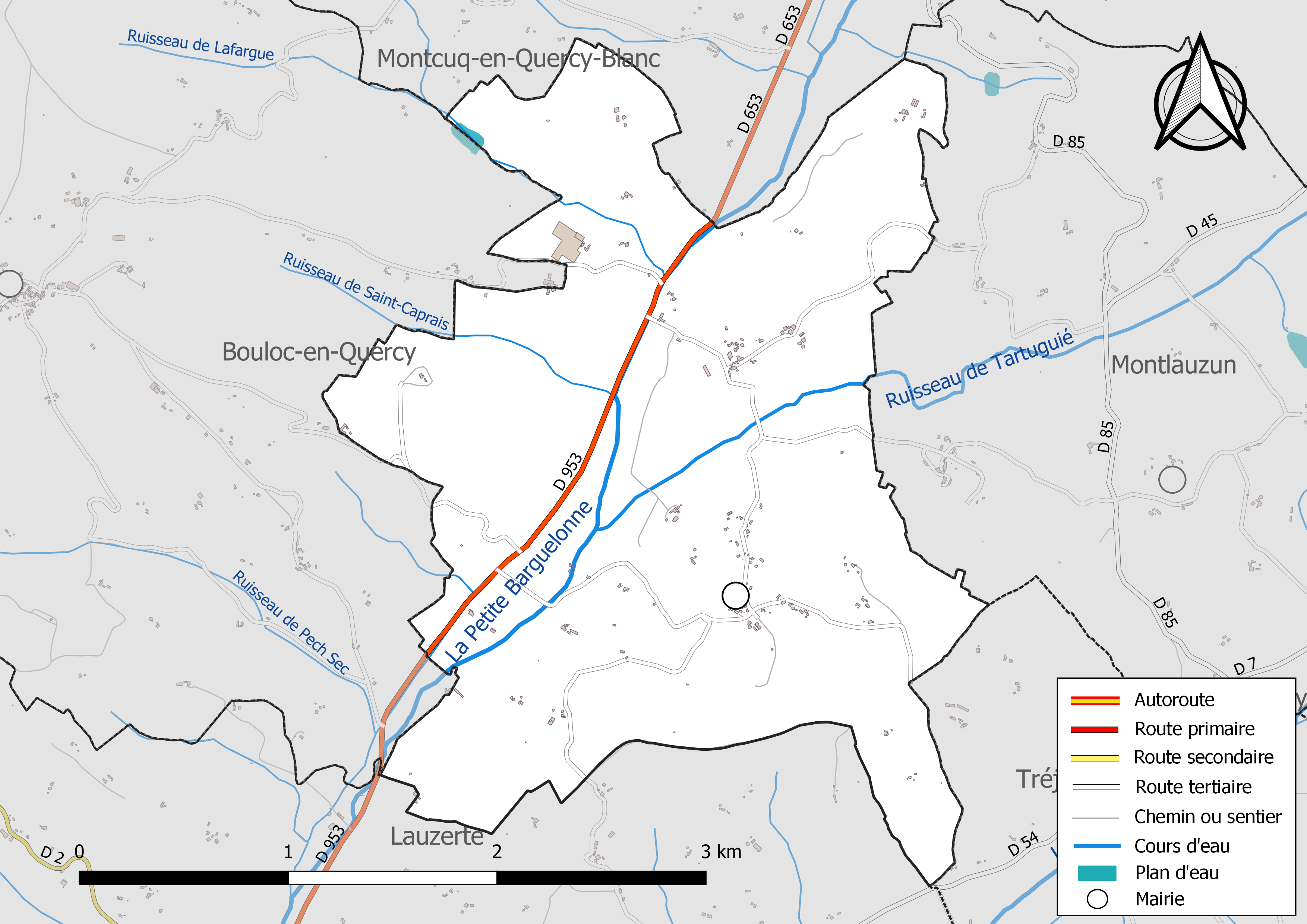
Réseaux hydrographique et routier de Sainte-Juliette.

La commune est dans le bassin versant de la Garonne, au sein du bassin hydrographique Adour-Garonne. Elle est drainée par la Petite Barguelonne, le ruisseau de Tartuguié, le ruisseau de Lafargue, le ruisseau de Saint-Caprais et par un petit cours d'eau, constituant un réseau hydrographique de 7 km de longueur totale,.
La Petite Barguelonne, d'une longueur totale de 35,1 km, prend sa source dans la commune de Villesèque et s'écoule du nord-est au sud-ouest. Elle traverse la commune et se jette dans la Barguelonne à Montesquieu, après avoir traversé 11 communes.
Le ruisseau de Tartuguié, d'une longueur totale de 10,6 km, prend sa source dans la commune de Lendou-en-Quercy et s'écoule du nord-est au sud-ouest. Il se jette dans la Petite Barguelonne sur le territoire communal, après avoir traversé 4 communes.

### Climat
Pour des articles plus généraux, voir Climat de l'Occitanie et Climat de Tarn-et-Garonne.
En 2010, le climat de la commune est de type climat océanique altéré, selon une étude du Centre national de la recherche scientifique s'appuyant sur une série de données couvrant la période 1971-2000. En 2020, Météo-France publie une typologie des climats de la France métropolitaine dans laquelle la commune est toujours exposée à un climat océanique altéré et est dans la région climatique Aquitaine, Gascogne, caractérisée par une pluviométrie abondante au printemps, modérée en automne, un faible ensoleillement au printemps, un été chaud (19,5 °C), des vents faibles, des brouillards fréquents en automne et en hiver et des orages fréquents en été (15 à 20 jours).
Pour la période 1971-2000, la température annuelle moyenne est de 12,8 °C, avec une amplitude thermique annuelle de 15,2 °C. Le cumul annuel moyen de précipitations est de 835 mm, avec 10,3 jours de précipitations en janvier et 6 jours en juillet. Pour la période 1991-2020, la température moyenne annuelle observée sur la station météorologique de Météo-France la plus proche, « Lauzerte », sur la commune de Lauzerte à 4 km à vol d'oiseau, est de 13,6 °C et le cumul annuel moyen de précipitations est de 684,3 mm. 
La température maximale relevée sur cette station est de 41,1 °C, atteinte le 24 août 2023 ; la température minimale est de −12,3 °C, atteinte le 9 février 2012,,.
Les paramètres climatiques de la commune ont été estimés pour le milieu du siècle (2041-2070) selon différents scénarios d'émission de gaz à effet de serre à partir des nouvelles projections climatiques de référence DRIAS-2020. Ils sont consultables sur un site dédié publié par Météo-France en novembre 2022.

### Milieux naturels et biodiversité

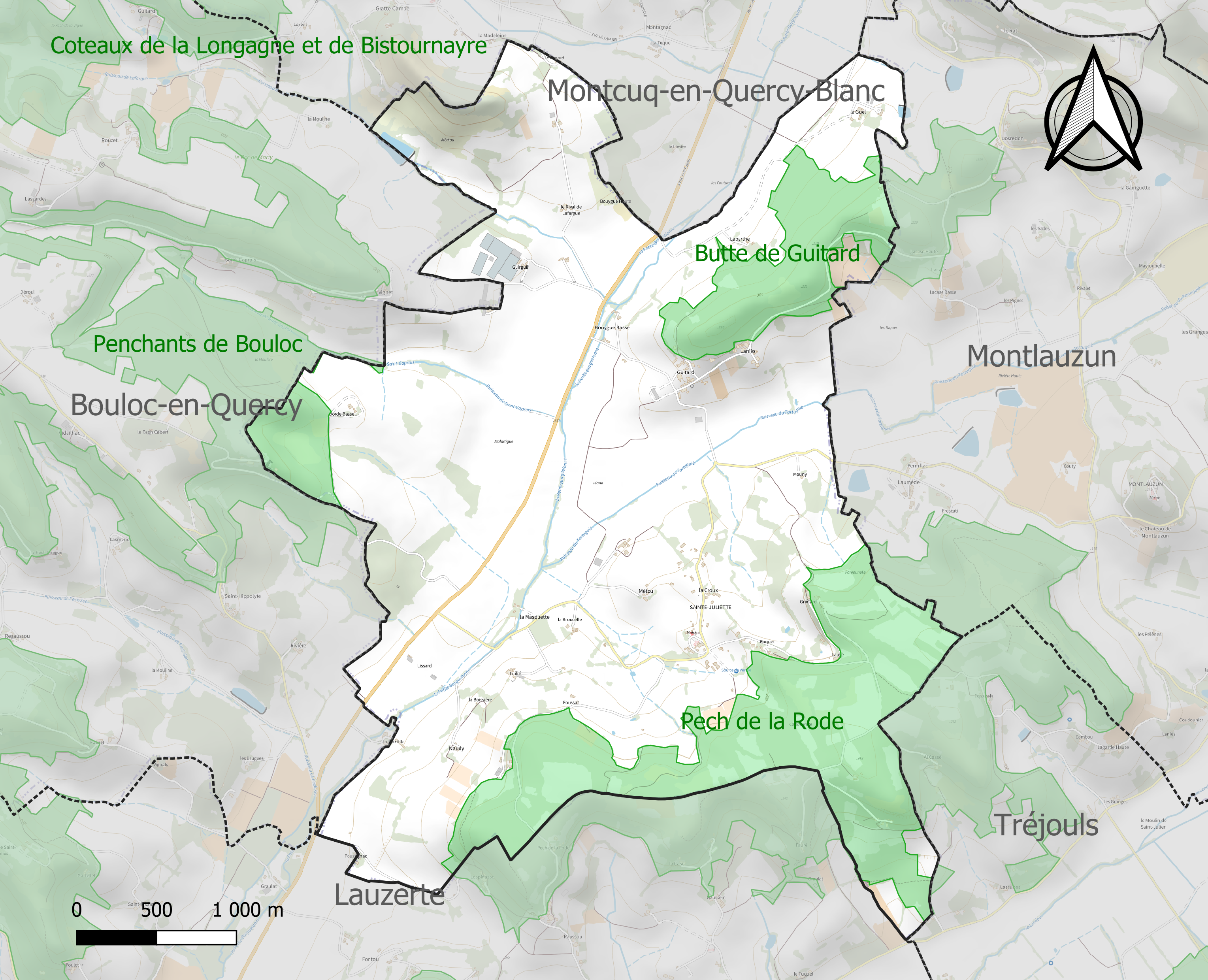
Carte des ZNIEFF de type 1 localisées sur la commune.

L’inventaire des zones naturelles d'intérêt écologique, faunistique et floristique (ZNIEFF) a pour objectif de réaliser une couverture des zones les plus intéressantes sur le plan écologique, essentiellement dans la perspective d’améliorer la connaissance du patrimoine naturel national et de fournir aux différents décideurs un outil d’aide à la prise en compte de l’environnement dans l’aménagement du territoire.
Trois ZNIEFF de type 1 sont recensées sur la commune :
- la « butte de Guitard » (62 ha), couvrant 2 communes dont une dans le Lot et une dans le Tarn-et-Garonne[14] ;
- le « pech de la Rode » (276 ha), couvrant 4 communes dont une dans le Lot et trois dans le Tarn-et-Garonne[15] ;
- les « Penchants de Bouloc » (323 ha), couvrant 3 communes du département[16] ;

## Urbanisme

### Typologie
Au 1er janvier 2024, Sainte-Juliette est catégorisée commune rurale à habitat très dispersé, selon la nouvelle grille communale de densité à sept niveaux définie par l'Insee en 2022.
Elle est située hors unité urbaine et hors attraction des villes,.

### Occupation des sols
L'occupation des sols de la commune, telle qu'elle ressort de la base de données européenne d’occupation biophysique des sols Corine Land Cover (CLC), est marquée par l'importance des territoires agricoles (81,9 % en 2018), en augmentation par rapport à 1990 (80,8 %). La répartition détaillée en 2018 est la suivante : 
terres arables (67,6 %), forêts (18,1 %), zones agricoles hétérogènes (14,3 %). L'évolution de l’occupation des sols de la commune et de ses infrastructures peut être observée sur les différentes représentations cartographiques du territoire : la carte de Cassini (XVIIIe siècle), la carte d'état-major (1820-1866) et les cartes ou photos aériennes de l'IGN pour la période actuelle (1950 à aujourd'hui).

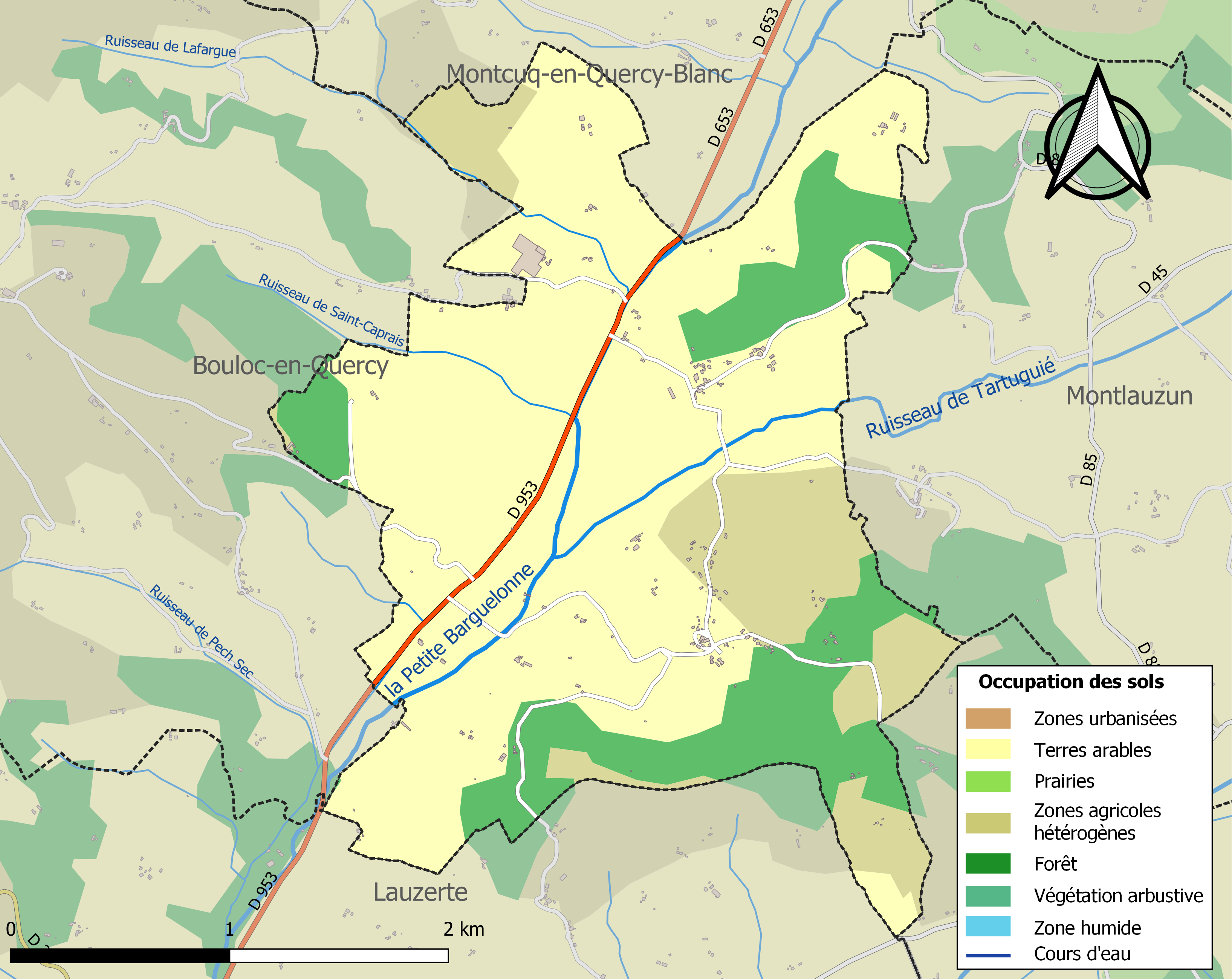
Carte des infrastructures et de l'occupation des sols de la commune en 2018 (CLC).

### Risques majeurs
Le territoire de la commune de Sainte-Juliette est vulnérable à différents aléas naturels : météorologiques (tempête, orage, neige, grand froid, canicule ou sécheresse), inondations, mouvements de terrains et séisme (sismicité très faible). Il est également exposé à un risque technologique,  le transport de matières dangereuses. Un site publié par le BRGM permet d'évaluer simplement et rapidement les risques d'un bien localisé soit par son adresse soit par le numéro de sa parcelle.

#### Risques naturels
Certaines parties du territoire communal sont susceptibles d’être affectées par le risque d’inondation par débordement de cours d'eau, notamment la Petite Barguelonne et le ruisseau de Tartuguié. La cartographie des zones inondables en ex-Midi-Pyrénées réalisée dans le cadre du XIe Contrat de plan État-région, visant à informer les citoyens et les décideurs sur le risque d’inondation, est accessible sur le site de la DREAL Occitanie. La commune a été reconnue en état de catastrophe naturelle au titre des dommages causés par les inondations et coulées de boue survenues en 1982, 1996, 1999 et 2007,.
Sainte-Juliette est exposée au risque de feu de forêt. Le département de Tarn-et-Garonne présentant toutefois globalement un niveau d’aléa moyen à faible très localisé, aucun Plan départemental de protection des forêts contre les risques d’incendie de forêt (PFCIF) n'a été élaboré. Le débroussaillement aux abords des maisons constitue l’une des meilleures protections pour les particuliers contre le feu,.

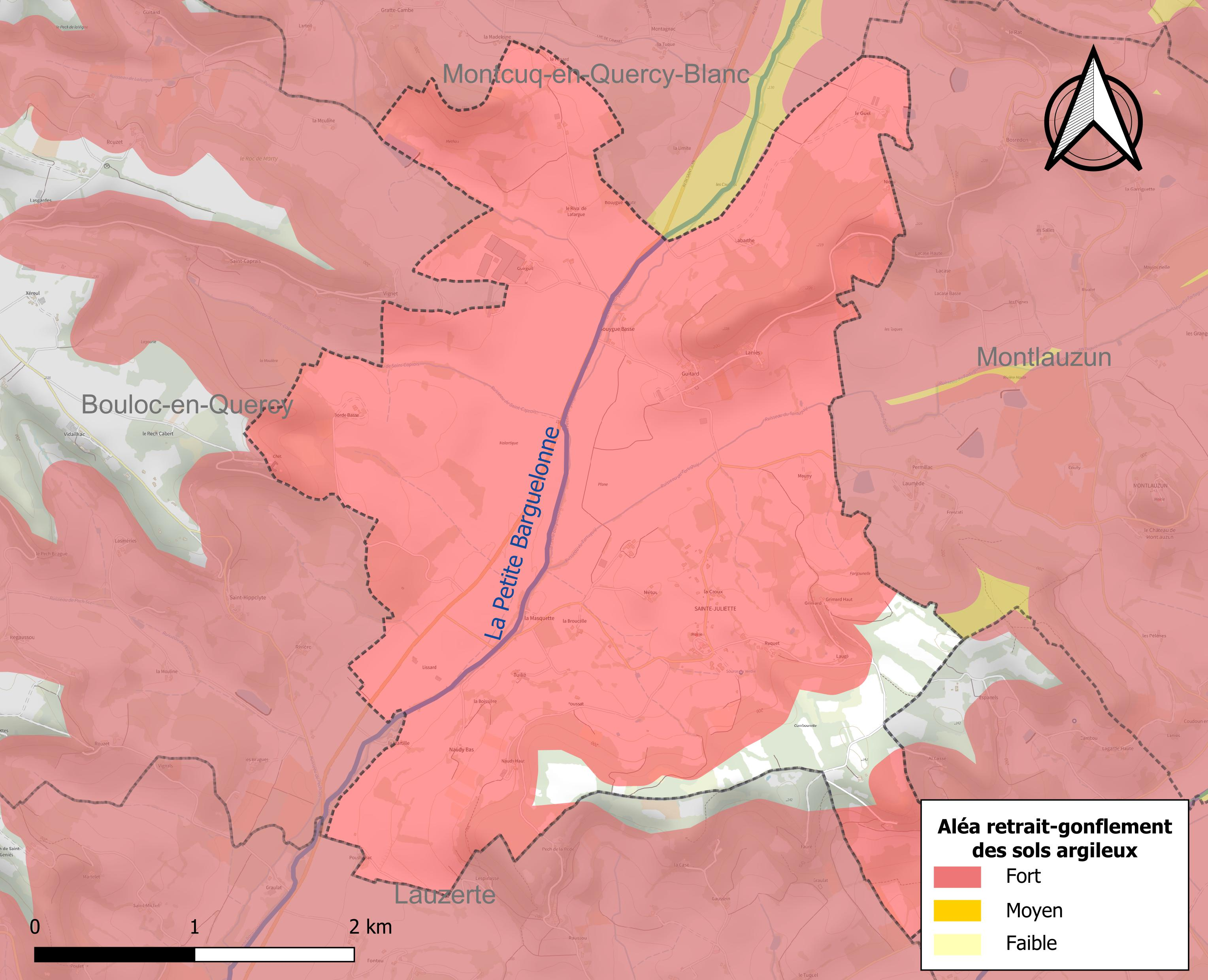
Carte des zones d'aléa retrait-gonflement des sols argileux de Sainte-Juliette.

Les mouvements de terrains susceptibles de se produire sur la commune sont des tassements différentiels.
Le retrait-gonflement des sols argileux est susceptible d'engendrer des dommages importants aux bâtiments en cas d’alternance de périodes de sécheresse et de pluie. 93,6 % de la superficie communale est en aléa moyen ou fort (92 % au niveau départemental et 48,5 % au niveau national). Sur les 79 bâtiments dénombrés sur la commune en 2019, 78 sont en aléa moyen ou fort, soit 99 %, à comparer aux 96 % au niveau départemental et 54 % au niveau national. Une cartographie de l'exposition du territoire national au retrait gonflement des sols argileux est disponible sur le site du BRGM,.
Par ailleurs, afin de mieux appréhender le risque d’affaissement de terrain, l'inventaire national des cavités souterraines permet de localiser celles situées sur la commune.
Concernant les mouvements de terrains, la commune a été reconnue en état de catastrophe naturelle au titre des dommages causés par la sécheresse en 2003 et 2011 et par des mouvements de terrain en 1999.

#### Risques technologiques
Le risque de transport de matières dangereuses sur la commune est lié à sa traversée par des infrastructures routières ou ferroviaires importantes ou la présence d'une canalisation de transport d'hydrocarbures. Un accident se produisant sur de telles infrastructures est susceptible d’avoir des effets graves sur les biens, les personnes ou l'environnement, selon la nature du matériau transporté. Des dispositions d’urbanisme peuvent être préconisées en conséquence.

## Histoire

### L'époque gallo-romaine
Avant l’ère actuelle, la vie est là mais laisse peu de traces.

### Le Haut Moyen Âge
La vie s’organise, les seigneurs marquent leur territoire d’une colline à l’autre. C’est le temps des « mottes » féodales qui deviennent des places-fortes. Aux lieux-dits « Sainte-Juliette », « Naudy », « Fauré » ou ailleurs, quelques pierres sont érigées pour former des murs de défense. Plus en hauteur, une tour plus forte émerge de la verdure (elle prendra plus tard le nom de Baratie).

### LeXIIIesiècle
Bertrand Barat, co-seigneur des lieux, donne son nom à la tour modeste devenue château de la Baratie. Le 12 mai 1259, le comte de Toulouse reçoit les honneurs de la seigneurie. Dépendant du diocèse de Cahors, le pays s’identifie à l’Occitanie.

### Les Anglais
Au XIVe siècle, le pays occitan est envahi par des occupants qui ne parlent ni la langue d’oc, ni la langue d’oy ; ils passent souvent par un chemin qui deviendra le chemin des Anglais. Sur leur route, ils n’épargnent pas les châteaux dont les blessures sont très visibles à la Baratie, un peu moins à Sainte-Juliette où la chapelle du XIIIe reste debout ; une tour carrée viendra la renforcer au XVe siècle.

### LeXVIesiècle
Après la guerre de Cent Ans, une église s’est affirmée à Sainte-Juliette, une autre est bâtie dans l’annexe de Saint Fort (aujourd’hui sur le territoire de la commune de Lauzerte). Mais les protestants ne sont pas loin et les guerres de religion laissent un petit souvenir : la voûte de l’église annexe est détruite.

### La Révolution française
Les maisons, les places-fortes sont géographiquement dispersées, il n’y a pas de haut-lieu stratégique à détruire dans la région ; seul le château de la Baratie perd de la hauteur, voyant ses tours dévastées et décapitées. La paroisse Sainte-Juliette devient bourg principal et s’associe au hameau de Guitard pour créer la commune de Sainte-Juliette, département du Lot.

### Napoléon en 1808
Pour être agréable à l’épouse du consul de Montauban, Napoléon (dit-on) aurait créé le département de Tarn-et-Garonne, en « empruntant » des terres aux départements du Lot, du Tarn, de l’Aveyron et de Lot-et-Garonne. À cette occasion, la commune de Sainte-Juliette quitte le département du Lot pour s’intégrer dans le nouveau département.
À cette époque, plus de 400 habitants s’activent dans les champs et l’école publique accueille beaucoup d’enfants, en 1845.
L’église sera restaurée entièrement 43 ans plus tard, avec sa façade actuelle en briques roses (unique dans la région) et son corps de bâtiment en pierres calcaires du Lot. Ces bâtiments ont été consolidés après 1945 et les façades extérieures ont été rénovées, décapées et rejointoyées en 2002.
Hier

### De la terre…
Au début du XXe siècle, l'activité est essentiellement liée au travail de la terre. Polyculture, élevage et raisin de table chasselas avec quelques prunes d’ente (pour faire les « pruneaux d’Agen »).
En 1920, un projet de ligne de chemin de fer fait rêver, il y a espoir de désenclaver le village et la région pour les développer. Le terrassement de la ligne est réalisé, depuis Cahors jusqu’à Valence-d’Agen, au prix de travaux considérables dont les vestiges sont encore visibles de nos jours, mais les rails ne seront jamais posés et la ligne tant espérée ne verra jamais le jour.
Au village de Sainte-Juliette, l’école est animée et les boutiques sentent bon la vie avec une épicerie, un café, une minoterie, une forge. Un maçon est aussi occupé au pays, tout comme le forgeron qui sait tout faire. Mais tout change vers 1950.

### …À la pierre
1948 : fin des activités de la minoterie.
1950 : après un court essai de production d’emballages, tout s’arrête. Au début des Trente Glorieuses, tous les artisans commerçants ferment leurs portes.
1971 : l’école ferme ses portes, elle aussi.
1972 : un négoce ouvre ! au bord de la route départementale, un négociant en matériaux s’installe ; il propose également des travaux de terrassements.
1986 : une marbrerie ouvre ! sur le coteau, entouré de chasselas et de tournesols, le travail du marbre et du granit emploie une dizaine de personnes du pays.
Et d’autres artisans suivent : un atelier d’emballages spéciaux, de containers pour objets fragiles ; une entreprise nationale de production de plants de melons ; une agence de conseil en publicité ; une traductrice d’anglais.

## Politique et administration

### Administration municipale
Le nombre d'habitants au dernier recensement étant compris entre 100 et 499, le nombre de membres du conseil municipal est de 11.

### Liste des maires

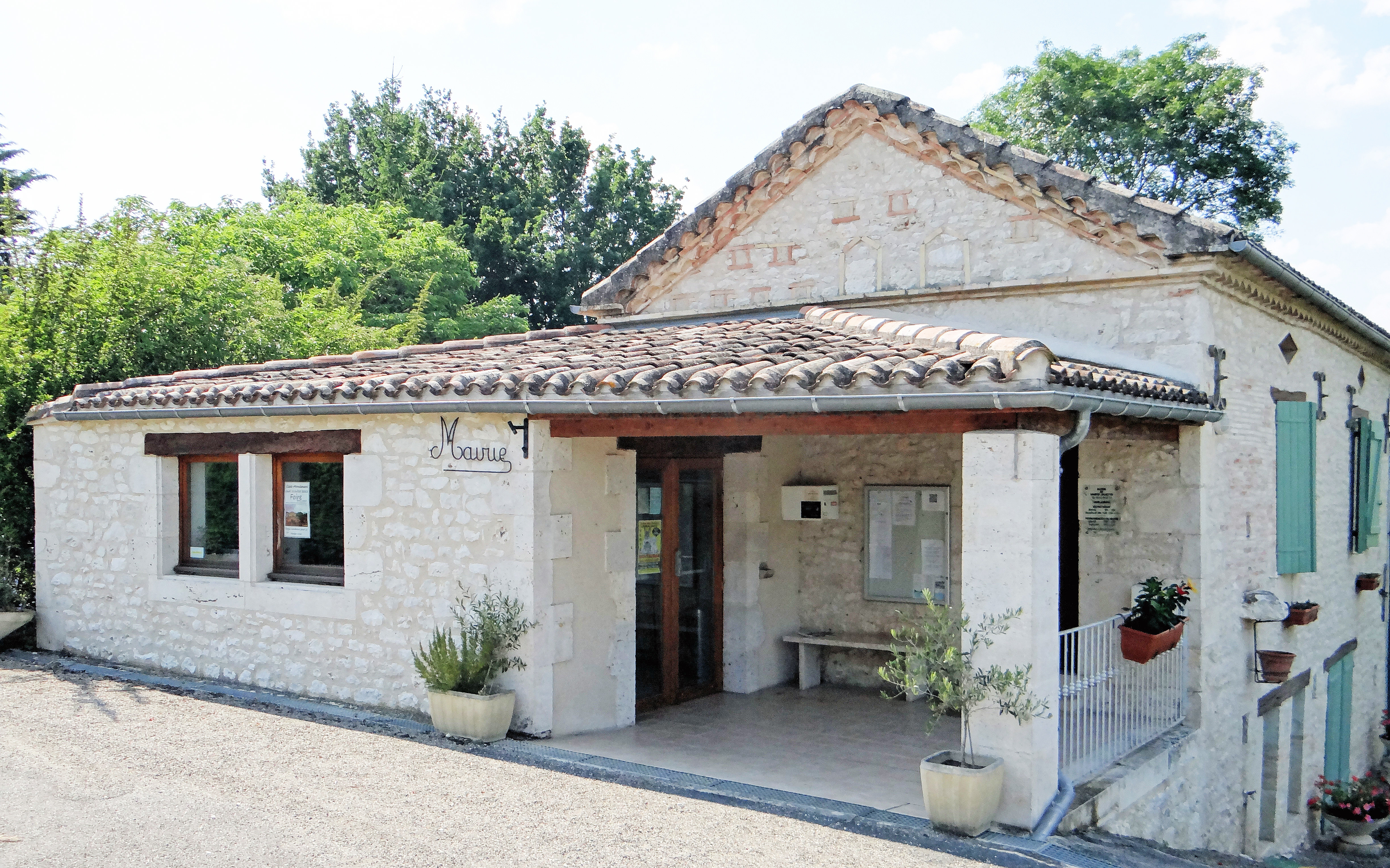
Mairie de Sainte-Juliette.

| Période                                  | Période                       | Identité             | Étiquette | Qualité |
| ---------------------------------------- | ----------------------------- | -------------------- | --------- | ------- |
| Les données manquantes sont à compléter. |                               |                      |           |         |
| 1792                                     | 1794                          | Paul Albugues        |           |         |
| 1794                                     | 1798                          | Jean Sales           |           |         |
| 1798                                     | 1803                          | Jean-Pierre Momayou  |           |         |
| 1803                                     | 1816                          | Guillaume Albiac     |           |         |
| 1816                                     | 1821                          | Pierre Mauroux       |           |         |
| 1821                                     | 1841                          | Jean Albugues        |           |         |
| 1841                                     | 1862                          | Antoine Albiac       |           |         |
| 1862                                     | 1881                          | Jean-Ambroise Chaule |           |         |
| 1881                                     | 1909                          | Barthélémy Albugues  |           |         |
| 1909                                     | 1914                          | Jean-Paul Albugues   |           |         |
| 1914                                     | 1918                          | Bernard Gausseres    |           |         |
| 1918                                     | 1919                          | Albert Rolland       |           |         |
| 1919                                     | 1925                          | Jean-Paul Albugues   |           |         |
| 1925                                     | 1935                          | Louis Libeau         |           |         |
| 1919                                     | 1925                          | Jean-Paul Albugues   |           |         |
| 1925                                     | 1935                          | Louis Libeau         |           |         |
| 1935                                     | 1944                          | Camille Crispel      |           |         |
| 1944                                     | 1946                          | Edourd Meyer         |           |         |
| 1946                                     | 1954                          | Louis Libeau         |           |         |
| 1954                                     | 1955                          | Auguste Lacombe      |           |         |
| 1955                                     | 1959                          | Louis Chaule         |           |         |
| 1959                                     | 1971                          | Camille Crispel      |           |         |
| 1971                                     | 1989                          | Michel Gibert        |           |         |
| 1989                                     | 2001                          | Maurice Flourens     |           |         |
| mars 2001                                | En cours (au 16 juillet 2014) | Agnès Palmié         |           |         |

## Démographie
Les habitants de la commune sont appelés les Juliettiens.
| 1793 | 1800 | 1806 | 1821 | 1831 | 1836 | 1841 | 1846 | 1851 |
| ---- | ---- | ---- | ---- | ---- | ---- | ---- | ---- | ---- |
| 363  | 405  | 445  | 312  | 383  | 368  | 357  | 339  | 337  |

| 1856 | 1861 | 1866 | 1872 | 1876 | 1881 | 1886 | 1891 | 1896 |
| ---- | ---- | ---- | ---- | ---- | ---- | ---- | ---- | ---- |
| 329  | 335  | 328  | 303  | 295  | 268  | 247  | 239  | 217  |

| 1901 | 1906 | 1911 | 1921 | 1926 | 1931 | 1936 | 1946 | 1954 |
| ---- | ---- | ---- | ---- | ---- | ---- | ---- | ---- | ---- |
| 209  | 217  | 218  | 165  | 188  | 180  | 196  | 180  | 165  |

| 1962 | 1968 | 1975 | 1982 | 1990 | 1999 | 2006 | 2008 | 2013 |
| ---- | ---- | ---- | ---- | ---- | ---- | ---- | ---- | ---- |
| 138  | 127  | 107  | 103  | 102  | 101  | 113  | 117  | 142  |

| 2018 | 2022 | - | - | - | - | - | - | - |
| ---- | ---- | - | - | - | - | - | - | - |
| 128  | 126  | - | - | - | - | - | - | - |

## Économie

### Emploi
|                | 2008   | 2013   | 2018   |
| -------------- | ------ | ------ | ------ |
| Commune        | 10,7 % | 6 %    | 7,8 %  |
| Département    | 8,4 %  | 10,2 % | 10,3 % |
| France entière | 8,3 %  | 10 %   | 10 %   |

En 2018, la population âgée de 15 à 64 ans s'élève à 64 personnes, parmi lesquelles on compte 73,4 % d'actifs (65,6 % ayant un emploi et 7,8 % de chômeurs) et 26,6 % d'inactifs,. En  2018, le taux de chômage communal (au sens du recensement) des 15-64 ans est inférieur à celui de la France et du département, alors qu'en 2008 la situation était inverse.
La commune est hors attraction des villes,. Elle compte 31 emplois en 2018, contre 55 en 2013 et 53 en 2008. Le nombre d'actifs ayant un emploi résidant dans la commune est de 44, soit un indicateur de concentration d'emploi de 70,1 % et un taux d'activité parmi les 15 ans ou plus de 44,1 %.
Sur ces 44 actifs de 15 ans ou plus ayant un emploi, 15 travaillent dans la commune, soit 34 % des habitants. Pour se rendre au travail, 79,5 % des habitants utilisent un véhicule personnel ou de fonction à quatre roues, 4,5 % les transports en commun, 4,5 % s'y rendent en deux-roues, à vélo ou à pied et 11,4 % n'ont pas besoin de transport (travail au domicile).

### Activités hors agriculture
10 établissements sont implantés  à Sainte-Juliette au 31 décembre 2019.
Le secteur des activités spécialisées, scientifiques et techniques et des activités de services administratifs et de soutien est prépondérant sur la commune puisqu'il représente 30 % du nombre total d'établissements de la commune (3 sur les 10 entreprises implantées  à Sainte-Juliette), contre 14,1 % au niveau départemental.

### Agriculture
La commune est dans le Quercy Blanc, une petite région agricole ne concernant qu'une commune du département de Tarn-et-Garonne. En 2020, l'orientation technico-économique de l'agriculture  sur la commune est l'exploitation de grandes cultures (hors céréales et oléoprotéagineuses). 
|               | 1988 | 2000 | 2010 | 2020 |
| ------------- | ---- | ---- | ---- | ---- |
| Exploitations | 18   | 11   | 8    | 10   |
| SAU (ha)      | 460  | 544  | 615  | 744  |

Le nombre d'exploitations agricoles en activité et ayant leur siège dans la commune est passé de 18 lors du recensement agricole de 1988  à 11 en 2000 puis à 8 en 2010 et enfin à 10 en 2020, soit une baisse de 44 % en 32 ans. Le même mouvement est observé à l'échelle du département qui a perdu pendant cette période 57 % de ses exploitations,. La surface agricole utilisée sur la commune a quant à elle augmenté, passant de 460 ha en 1988 à 744 ha en 2020. Parallèlement la surface agricole utilisée moyenne par exploitation a augmenté, passant de 26 à 74 ha.

## Culture locale et patrimoine

### Lieux et monuments
- Château de la Barathie inscrit au titre des monuments historiques en 1971[38],[39],[40].
- Église Sainte-Juliette-et-Saint-Cirice de Sainte-Juliette reconstruite en 1888 par l'architecte toulousain Gabriel Bréfeil (1838-1906)[41],[42].

## Pour approfondir